# Жарко Попара
Жарко Попара је измишљени лик из телевизијске серије Срећни људи. Осмислио га је Синиша Павић, а тумачио Зоран Ранкић.

## Грађа лика
Лик Жарка Попаре уведен је у 7. епизоди телевизијске серије Срећни људи. По први пут се појавио у сцени у којој су поред Ранкића играли Михаило Јанкетић у улози Палигорића и Тања Бошковић као Лола Голубовић. Иако је по Павићевом сценарију замишљен као надобудни лик и лопина, прототип руководећег кадра тог времена, Ранкић је касније говорио да је Попару уобличио својим импровизацијама. Отуда је проистекла и реплика Госпођице госпођо којом је ословљавао Лолу Голубовић у даљем току серије. Сходно томе да је руководилац јавног предузећа, Попарин лик злоупотребљава положај, самовољно располажући средствима, док супарницима прети Лисичјим потоком. У 22. епизоди приказана је Попарина породица коју чине супруга Божидарка (Љиљана Мишка Јанковић), чији се лик већ појавио у једној од претходних епизода, односно син јединац. (Алек Родић, у неким каснијим епизодама играо је стражара у затвору.) Попара се кроз серију сусреће са готово свим најважнијим ликовима, укључујући и Озрена Солдатовића (Душан Голумбовски) од ког узима мито да би наместио резултат избора за Мис. Последње појављивање лика било је у неколико епизода пред крај серије, после чега његова секретарица Беба (Гордана Бјелица) открива да је ухапшен.